# Flemming Delfs
Flemming Delfs (7 de septiembre de 1951) es un deportista danés que compitió en bádminton, en las modalidades individual y dobles.
Ganó dos medallas en el Campeonato Mundial de Bádminton, oro en 1977 y bronce en 1980, y siete medallas en el Campeonato Europeo de Bádminton entre los años 1972 y 1980.

## Palmarés internacional
| Campeonato Mundial | Campeonato Mundial      | Campeonato Mundial | Campeonato Mundial |
| Año                | Lugar                   | Medalla            | Prueba             |
| ------------------ | ----------------------- | ------------------ | ------------------ |
| 1977               | Malmö (Suecia)          | Medalla de oro     | Individual         |
| 1980               | Yakarta (Indonesia)     | Medalla de bronce  | Dobles             |
| Campeonato Europeo |                         |                    |                    |
| Año                | Lugar                   | Medalla            | Prueba             |
| 1972               | Karlskrona (Suecia)     | Medalla de bronce  | Individual         |
| 1974               | Viena (Austria)         | Medalla de bronce  | Individual         |
| 1974               | Viena (Austria)         | Medalla de bronce  | Dobles             |
| 1976               | Dublín (Irlanda)        | Medalla de oro     | Individual         |
| 1978               | Preston (Reino Unido)   | Medalla de oro     | Individual         |
| 1980               | Groninga (Países Bajos) | Medalla de oro     | Individual         |
| 1980               | Groninga (Países Bajos) | Medalla de bronce  | Dobles             |